# 荏原制作所
荏原制作所（日语：荏原製作所；東證1部：6361）是一家位于日本东京都大田区的上市制造公司，主要生产工业机械和环境处理机械，如泵、涡轮机、净水设备和废水处理设备等。与荏原食品工业虽然名称相近，但无关联关系。

## 历史
创始人畠山一清与老师东京帝国大学教授井口在屋在1912年11月共同成立井口式机械事务所，1920年5月改名荏原制作所，并改制为株式会社。1949年荏原制作所开始在东京证券交易所、大阪证券交易所上市。
- 1981年进入美国市场。
- 1992年进入中国市场，在青岛设立独资公司。